# Stephen Farry
Stephen Anthony Farry (né le 22 avril 1971) est un homme politique du Parti de l'Alliance d'Irlande du Nord.
Il est membre de l'Assemblée législative (MLA) pour North Down de 2007 à 2019 et est ministre de l'Emploi et de l'Apprentissage de l'exécutif d'Irlande du Nord jusqu'à la suppression du poste en 2016. Il est élu à la Chambre des communes du Royaume-Uni comme député de North Down de décembre 2019 à juillet 2024.
Farry est chef adjoint du Parti de l'Alliance depuis décembre 2016.

## Jeunesse et carrière
Farry est le fils de Vincent Farry et Margaret Farry (née Greer) . Il est diplômé de l'Université Queen's de Belfast en 1992 avec un BSSc en politique et un doctorat en relations internationales en 2000. Il est élu à l'Assemblée lors des élections de 2007 pour North Down, après avoir été élu pour la première fois au conseil d'arrondissement de North Down en 1993. En 1996, il est candidat malheureux aux élections du Forum d'Irlande du Nord à Fermanagh et South Tyrone .
Il est aussi secrétaire général du Parti de l'Alliance d'Irlande du Nord. En 2007, il est maire de North Down.

## Carrière politique

### Ministre de l'Emploi et de l'Apprentissage
Farry remporte le siège de North Down lors des élections législatives de 2011 et est ensuite nommé ministre de l'Emploi et de l'Apprentissage au sein de l'Exécutif de la 5e législature de l'Assemblée d'Irlande du Nord .
En septembre 2011, Farry annonce un gel des frais de scolarité en Irlande du Nord, les frais étant uniquement soumis à une augmentation liée à l'inflation .
En février 2013, il lance une réflexion sur l'apprentissage et la formation des jeunes, visant à construire un système « gold standard » capable de « rééquilibrer l'économie locale et de répondre aux besoins spécifiques des entreprises pour une main-d'œuvre hautement qualifiée » .
Après les élections de 2016, Farry est pressenti, selon The Irish News pour succéder à David Ford au poste de ministre de la Justice . Cependant, l'Alliance ayant choisi d'entrer dans l'opposition, il revient à l'Arrière-ban . Il occupe des postes au comité de Stormont pour l'économie et les affaires, jusqu'à la dissolution de l'Assemblée en février 2017 .

### Chef adjoint du Parti de l'Alliance
À la suite de la démission de David Ford comme chef de l'Alliance le 5 octobre 2016, Farry est présenté par The Irish Times comme candidat potentiel au leadership aux côtés de Naomi Long . Cependant, il ne s'est pas présenté comme candidat à la direction et est ensuite élu sans opposition comme chef adjoint du parti.
Lors des élections législatives de 2017, Farry augmente sa part des votes de première préférence dans North Down à 7 014 voix (18,6 %) et est réélu dès le premier tour. Il est actuellement le porte-parole de l'Alliance pour le Brexit et plaide fortement en faveur d'un vote populaire, plaide contre un Brexit sans accord et maintient que le filet de sécurité de l'Irlande du Nord doit faire partie de tout accord de retrait si le Royaume-Uni quitte l'Union européenne .

### Député
Le 13 décembre 2019, Farry est élu pour représenter la circonscription de North Down aux élections générales de 2019. Farry remplace la sortante de longue date Sylvia Hermon, qui ne s'est pas représentée après dix-huit ans en tant que députée du Parti unioniste d'Ulster, puis indépendante. Farry prononce son premier discours le 20 décembre 2019, commençant son discours en irlandais pour « refléter les traditions partagées de l'Irlande du Nord » ; c'est la première fois depuis 1901 qu'un premier discours est prononcé en irlandais, lorsque Thomas O'Donnell (homme politique) (en) est réprimandé par le président de l'époque pour ne pas avoir parlé en anglais dans la chambre .